# Józef Benda
Józef Szymon Benda (ur. ok. 1826, zm. 24 maja 1880) – aktor i przedsiębiorca teatralny, dyrektor teatrów prowincjonalnych.

## Kariera aktorska
Debiutował w 1853 r. w zespole Teofila Borkowskiego. Występował w różnych zespołach teatralnych, m.in.: Teofila Borkowskiego (1853-ok. 1856, 1858-1859), Jana Piekarskiego (1860), Lucjana Ortyńskiego (1862-1863), Gustawa Zimajera (1864, 1866), Miłosza Stengla (1867), Antoniego Raszewskiego (1868-1870), Aleksandra Carmantranda (1872), Juliana Grabińskiego (1873-1875), a także w warszawskich teatrach ogródkowych: "Tivoli", "Antokol" i "Pod Lipką". W sez. 1872/1873 występował w teatrze poznańskim. Wystąpił m.in. w rolach: Majora (Damy i huzary), Geldhaba (Pan Geldhab), Dziszewskiego (Radcy pana radcy), Horodniczego (Rewizor) i Wojewody (Mazepa).

## Zarządzanie zespołami teatralnymi
W 1865 wspólnie Feliksem Bendą kierował zespołem teatralnym występującym w Tarnopolu, Złoczowie, Brzeżanach i Przemyślu. Po krótkim okresie samodzielnego zarządzania zespołem teatralnym (1866-1867) połączył swój zespół z zespołem Konstantego Łobojki. Ten zespół również został szybko rozwiązany (1867). Latem 1870 r. wspólnie z Danielem Eiblem prowadził w Częstochowie zespół teatralny, którego kierownictwo przejęli obaj od Dionizego Feliksiewicza. W maju i czerwcu 1871 r. samodzielnie prowadził teatr w Częstochowie.

## Rodzina
Był synem kupca. Jego braćmi byli: aktor Feliks Benda oraz kompozytor i kapelmistrz Szymon Benda. Jego przyrodnią siostrą była Helena Modrzejewska. Był dwukrotnie żonaty. Jego drugą żoną była aktorka teatralna Marianna z Ginterów.